# قشلاق زاوية
قشلاق زاوية (بالإنجليزية: Qeshlaq-e Zaviyeh)‏ هي human-geographic territorial entity تقع في أردبيل في إيران. يقدر عدد سكانها بـ 69 نسمة .